# Список умерших в 1292 году

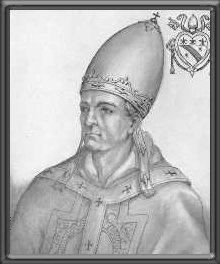
Николай IV

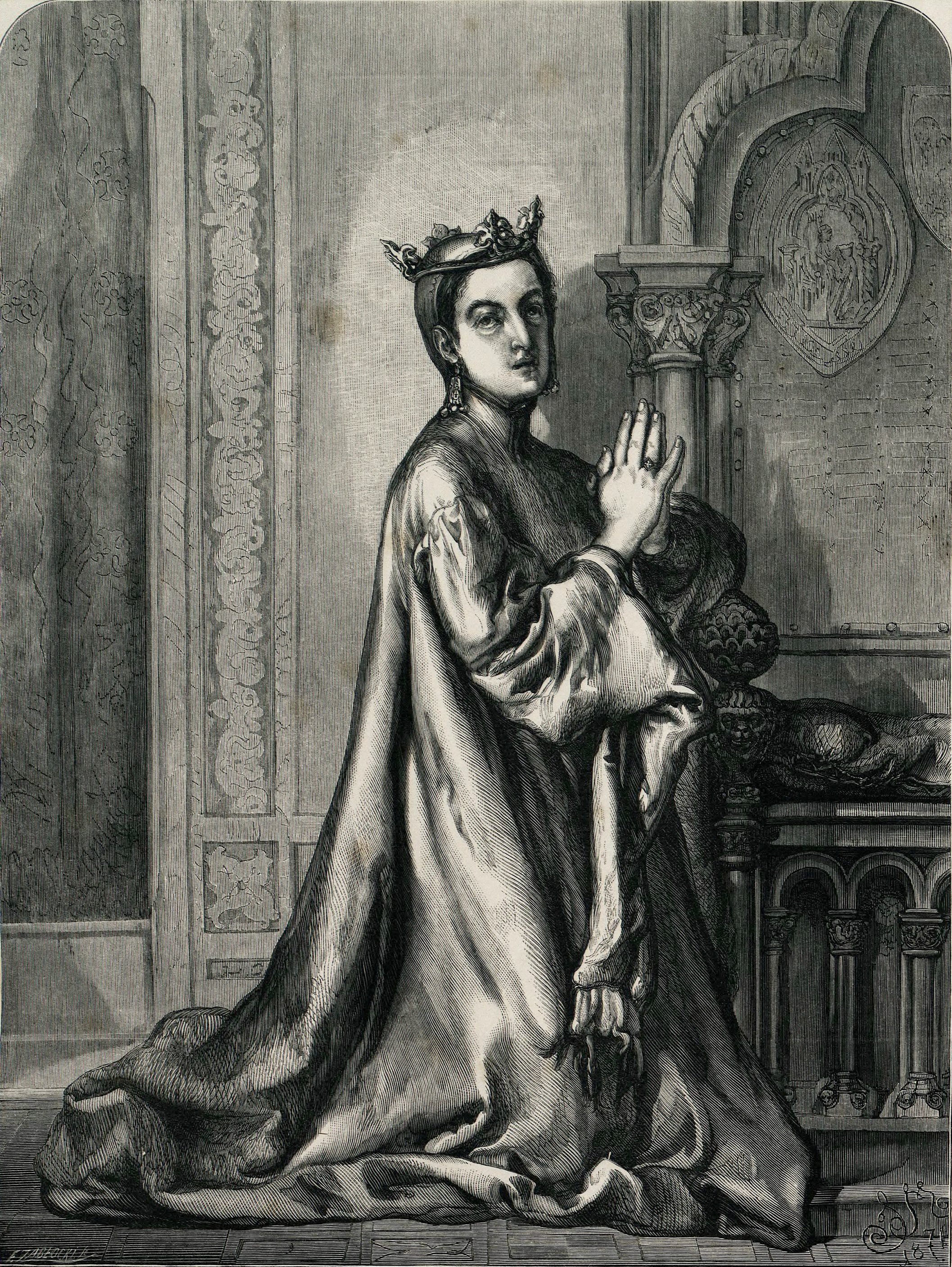
Кунигунда Венгерская

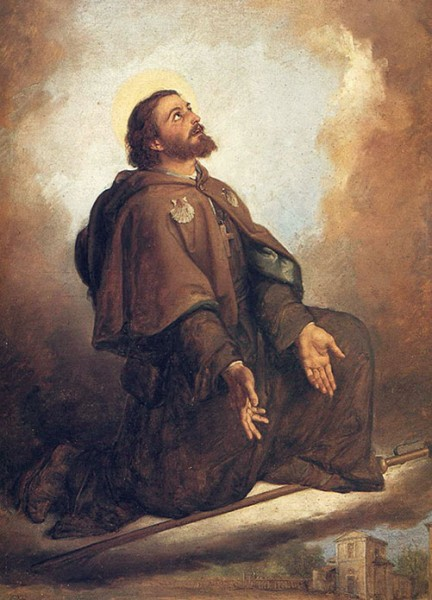
Амато Ронкони

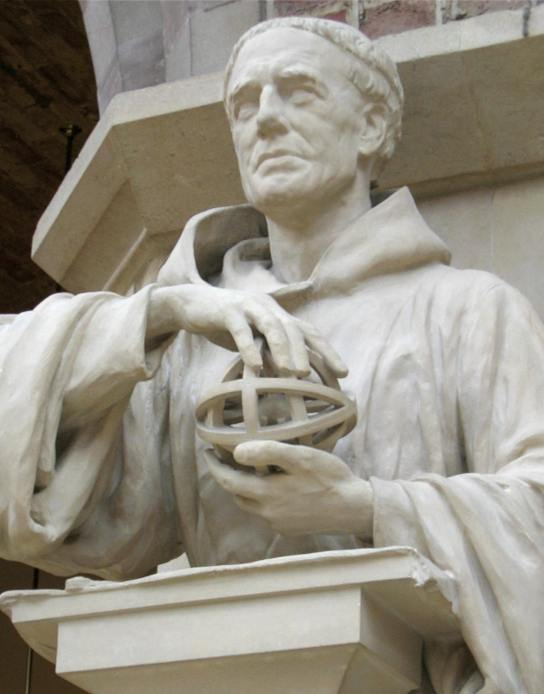
Роджер Бэкон

В этой статье представлен список известных людей, умерших в 1292 году.
См. также: Категория:Умершие в 1292 году

## Январь
- 10 января — Конрад фон Химберг[нем.]	— епископ Кимзе (1279—1292)

## Февраль
- 6 февраля — Гульельмо VII Великий — маркграф Монферрата (1255—1290), титулярный король Фессалоник (1253—1284)
- 28 февраля — Хью де Куртене из Оукхэмптона (40) — английский аристократ, лорд Оукхэмптон (1274—1292)

## Март
- 1 марта — Ральф де Айртон[англ.] — епископ Карлайла (1278—1292)
- 15 марта — Томаш Заремба[нем.] — епископ Вроцлава (1270—1292)

## Апрель
- 4 апреля — Николай IV (64) — генерал ордена францисканцев (1274—1279), папа римский (1288—1292).
- 16 апреля — Тибо Годен — великий магистр ордена тамплиеров (1291—1292)

## Май
- 2 мая — Конрад II[англ.] — герцог Текский из рода Церингенов (1268—1292)
- 8 мая — Амато Ронкони — итальянский святой римско-католической церкви.

## Июнь
- 2 июня:
  - Мадог ап Рис — сын лорда Диневура Риса Виндода, один из руководителей восстания против англичан в Уэльсе, казнён англичанами;
  - Рис ап Маредид — последний Лорд Дрислуина (1271—1283), один из руководителей восстания против англичан в Уэльсе, казнён англичанами.

## Июль
- 24 июля — Кунигунда Венгерская (68) — королева-консорт Польши (1243—1279), жена Болеслава V Стыдливого, святая римско-католической церкви, святая покровительница Польши и Литвы.

## Сентябрь
- 21 сентября — Йоханн фон Бранденбург[нем.] — епископ Хафельберга (1290—1292)
- 25 сентября — Алиса Салуццо[англ.] — графиня-консорт Арунделл (ок. 1285—1292), жена Фицалана, Ричарда, 8-го графа Арундел.
- 30 сентября — Вильгельм I, герцог Брауншвейг-Люнебурга (1279—1292).

## Октябрь
- 4 октября — Мигель I[исп.] — епископ Овьедо (1290—1292)
- 14 октября — Жан Фландрский[нем.] — епископ Меца (1280—1282), епископ Льежа (1282—1292)
- 25 октября — Роберт Бёрнелл — лорд-канцлер Англии (1274—1292), епископ Бата и Уэльса (1275—1292), избранный архиепископ Кентерберийский (1278—1279), избранный архиепископ Уинчестера (1280).

## Ноябрь
- 4 ноября — Евфросинья Опольская — княгиня-консорт Куявии (1257—1267), жена Казимира I Куявского, регент Куявии (1267—1275), герцогиня-консорт Померелии-Гданьск (1275—1288), жена Мстивоя II.

## Декабрь
- 8 декабря — Джон Пэкхэм — архиепископ Кентерберийский (1279—1292).
- 14 декабря — Эдмунд фон Верт[нем.] — епископ Курляндии (1263—1292)

## Дата неизвестна или требует уточнения
- Ас-Сувайди[англ.] — арабский врач
- Беатриса Савойская — сеньора-консорт Вильена, жена Мануэля Кастильского
- Боно Джамбони[итал.] — итальянский писатель
- Бернард Трилийский[англ.] — французский теолог и философ
- Роджер Бэкон — английский философ и естествоиспытатель.
- Вахтанг II — царь Восточной Грузии (1289—1292).
- Гертруда Хакеборн, настоятельница бенедиктинского монастыря Хельфта.
- Иаков[англ.] — архиепископ Сербии (1286—1292), святой сербской церкви.
- Ингеборга Шведская[англ.] — шведская принцесса, дочь короля Вальдемара I Биргерссона, графиня-консорт Гольштейн-Плён (1290—1292), жена Герхарда II Слепого
- Кертанегара — последний король Сингасари (1268—1292), убит.
- Марджори Каррик — графиня Каррик (1253—1296), жена Роберта Брюса, 6-го лорда Анандейл, мать Роберта I Шотландского
- Нарасимха III[англ.] — правитель империи Хойсала (1263—1292)
- Наср аль-Дин[англ.] — губернатор китайской провинции Юньнань (1279—1292), сын Сеид Аджаль Шамсуддина.
- Пьер де Жуанвиль, англо-французский аристократ, барон Стантон Лейси (с 1283).
- Юрий Владимирович (князь пинский) — князь пинский, последний правитель княжества из династии Изяславичей